# Yezoceryx sonani
Yezoceryx sonani är en stekelart som beskrevs av Townes, Townes och Gupta 1961. Yezoceryx sonani ingår i släktet Yezoceryx och familjen brokparasitsteklar. Inga underarter finns listade i Catalogue of Life.